# Śledztwo – magazyn kryminalny
Śledztwo - magazyn kryminalny – miesięcznik, ukazujący się od lipca 2008 nakładem wydawnictwa SilkMedia.
Stałe działy:
- Wydarzenia
- Wesoła wokanda
- Słynne więzienia
- Recenzje
- Zagadka kryminalna
- Krzyżówka z paragrafem